# Jamna, Sveti Jurij ob Ščavnici
Jamna este o localitate din comuna Sveti Jurij ob Ščavnici, Slovenia, cu o populație de 102 locuitori.